# Polski Korpus Ekspedycyjny w Syrii
Polski Korpus Ekspedycyjny w Syrii – korpus ekspedycyjny Wojska Polskiego w Syrii.
24 maja 1940 roku generał dywizji Władysław Sikorski postanowił utworzyć Polski Korpus Ekspedycyjny w Syrii i określił jego wstępne Ordre de Bataille. Naczelny Wódz powierzył „zwierzchnie kierownictwo nad organizacją” korpusu generałowi broni Kazimierzowi Sosnkowskiemu, który jednocześnie miał objąć funkcję ambasadora RP w Ankarze.
1 czerwca 1940 roku w Sztabie Naczelnego Wodza został opracowany projekt „rozkazu organizacji Polskiego Korpusu Ekspedycyjnego w Syrii”. Projekt rozkazu zakładał, że „z chwilą wyruszenia korpusu na front” dowództwo nad nim obejmie generał Sosnkowski, zachowując „ogólny nadzór nad polityczną działalnością ambasady”. Funkcję ambasadora przejąć miał jego zastępca. Stanowisko szefa sztabu korpusu miał objąć pułkownik dyplomowany Jerzy Krubski, czterdziestoletni „legionista” i były oficer sztabu inspektora armii generała Sosnkowskiego. Poza nim, „zawiązek sztabu korpusu” stanowić miało czterech oficerów reprezentujących główne oddziały: I (organizacyjny), II (informacyjny), III (operacyjny) i IV (kwatermistrzowski). Wyznaczenie tych oficerów wymagało „uzgodnienia” z generałem Sosnkowskim.   
Projekt przewidywał następującą strukturę organizacyjną korpusu:
- Dowództwo Polskiego Korpusu Ekspedycyjnego w Syrii,
- Sztab,
- Brygada Strzelców Karpackich,
- Samodzielna Brygada Strzelców Podhalańskich,
- 4-5 batalionów piechoty,
- pułk artylerii ciężkiej,
- dywizjon artylerii przeciwlotniczej,
- batalion czołgów,
- kompania łączności,
- pluton radiowy,
- jednostki lotnicze i sanitarne,

ponadto dla obu brygad planowano sformować po jednym pułku artylerii lekkiej i oddziale rozpoznawczym. Oddziały korpuśne miały być formowane na terytorium Francji.
Formowanie korpusu wiązało się z modyfikacją „ogólnego planu rozbudowy Armii Polskiej”. Projekt zakładał, że priorytet otrzyma „Brygada generała Maczka”, następnie 3 Dywizja Piechoty, a po niej „Korpus syryjski” i później 4 Dywizja Piechoty.
Szef Sztabu Naczelnego Wodza, pułkownik dyplomowany Aleksander Kędzior „przy współpracy odpowiednich organów Ministerstwa Spraw Wojskowych i szefa sztabu korpusu” miał opracować i przedstawić niezwłocznie do zatwierdzenia Naczelnemu Wodzowi zarządzenia organizacyjne nowych jednostek. Projekty organizacji jednostek korpusu podlegać miały uzgodnieniu z generałem Sosnkowskim i przedstawicielem Misji Polsko-Francuskiej na wspólnej konferencji.
Klęska Francji 22 czerwca 1940 roku zniweczyła projekt organizacji Polskiego Korpusu Ekspedycyjnego w Syrii.
Decyzja o organizacji korpusu została podjęta w drugim tygodniu kampanii francuskiej. W nocy z 27 na 28 maja 1940 roku Samodzielna Brygada Strzelców Podhalańskich rozpoczęła swój udział w bitwie o Narwik, natomiast Brygada Strzelców Karpackich, formowana na terytorium Syrii, zdołała osiągnąć dopiero 39,5% stanu etatowego. W myśl projektu, Brygada Podhalańska „za zgodą Naczelnego Dowództwa wojsk sprzymierzonych [miała być] przetransportowana do Syrii, gdy tylko sytuacja polityczna i organizacyjna na to pozwoli”.